# Església de Nuestra Señora de Montserrat
L'església de Nuestra Señora de Montserrat està situada al carrer de San Bernardo de Madrid.

## Història
Va ser fundada per Felip IV per donar acollida als monjos castellans del monestir de Montserrat que arribaven fugint de la insurrecció a Catalunya. El monestir de Montserrat era el principal centre benedictí de Catalunya encara que pertanyia a la jurisdicció castellana de Valladolid des del 1493, quan Ferran el Catòlic va enviar 14 monjos de Valladolid a Montserrat, substituint als que havia enviat a les Índies amb el pare Boïl, des de llavors, Montserrat va passar a dependre de la congregació d'aquesta ciutat castellana durant 150 anys. Els monjos catalans, que estaven molestos amb el fet que el seu abat fos gairebé sempre castellà, van aprofitar la insurrecció per expulsar amb violència als monjos castellans.
Les obres de l'església no començarien fins a 1668, regnant ja Carles II, sota la direcció de Sebastián Herrera Barnuevo. La façana està inspirada en la de l'església del Gesú de Vignola i és considerada com la més complexa i elaborada del Barroc local.
Per salvar el desnivell del carrer, Herrera posa sobre un alt basament tres cossos estrets amb cossos majors i menors pressionats entre si. Les pilastres són d'estil dòric, desplegant amb freqüència. Després de la mort d'Herrera el 1671, Gaspar de la Peña seguiria amb les obres sense arribar a acabar el presbiteri ni la façana principal. Les obres serien abandonades fins a 1716 que les reprèn Pedro de Ribera a l'inici de la seva carrera. Ribera va respectar la façana inicial encara que va redecorar completament la porta i els finestrals. Es pot veure la diferència entre els finestrals d'Herrera i els de Ribera acarant el finestral clàssic de l'àtic central amb la resta, adornats amb cimals, petxines i altres elements riberescos.
En no haver-hi els plans inicials, es desconeix si les dues torres que en principi estaven previstes es devien a Herrera. Sigui com sigui, la seva construcció no es va iniciar fins a 1729, començant amb la torre del costat de l'epístola, i el 1731 es va passar a aixecar el primer cos del costat contrari, concloent només la primera el 1740. Obra característica del dinamisme decoratiu de Pedro de Ribera remata amb singular agulla, donant al conjunt la personalitat i harmonia suficients com per entrar en la història de l'arquitectura madrilenya. En la seva part superior s'obren a cada cara sengles finestrals de mig punt flanquejats per uns pomposos estípits. La teulada de pissarra es corona amb una volandera, una caputxa amb un decoratiu bulb i l'esmentada agulla, acabada d'una bola del món amb una creu.
El temple només compta en l'actualitat amb la nau dels peus i les seves capelles. La capçalera, amb cúpula en el creuer i quatre capelles laterals, es va arruïnar al segle xviii o principis del xix segons evidencien les seves arrencades subsistents en la clausura. El plantejament estilístic de la nau correspon a una fase evolucionada del Barroc espanyol del segle xvii, consistint la contribució de Ribera en el revestiment ornamental.

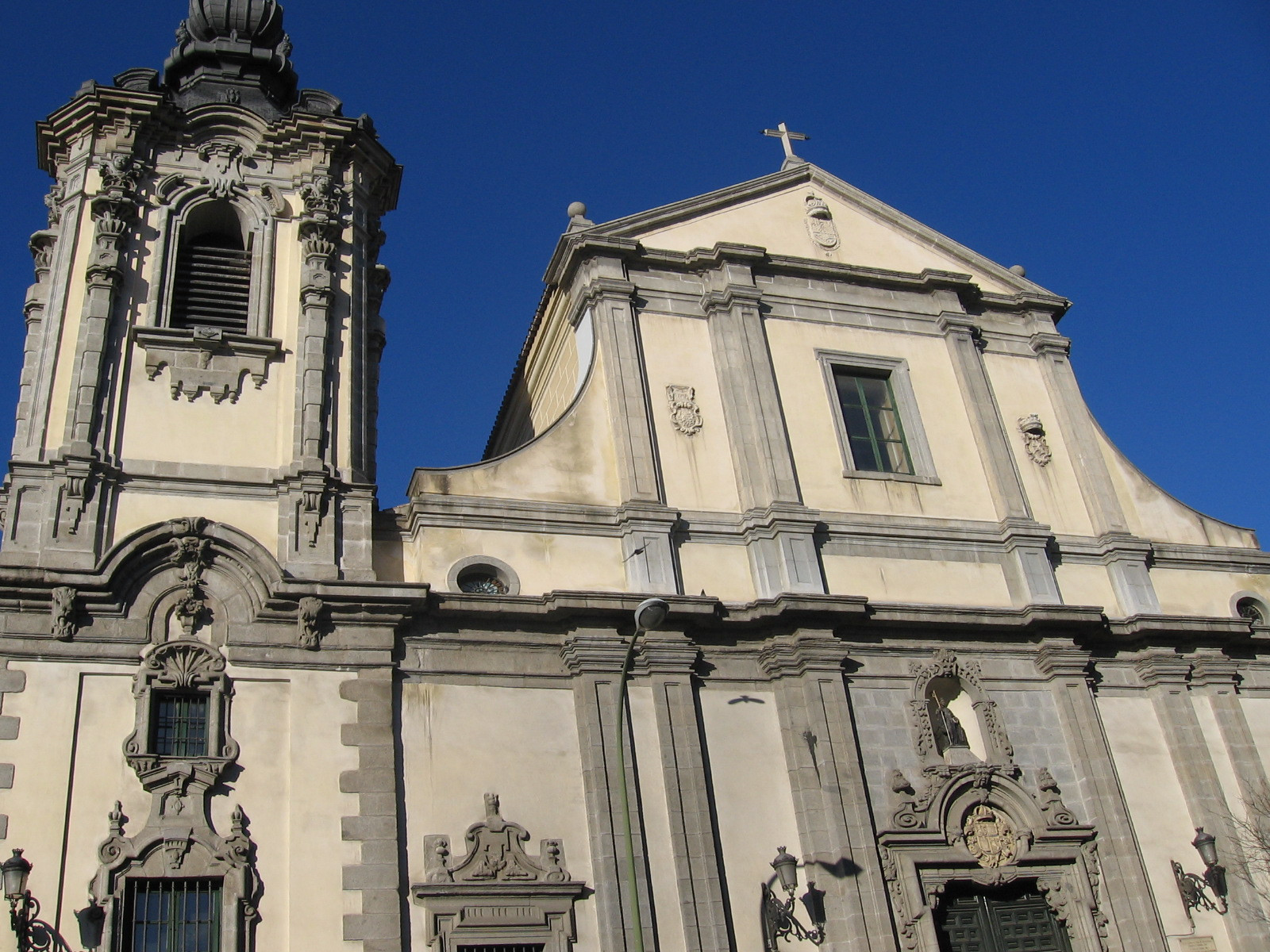
Detall de la façana principal

La desamortització de Mendizábal de 1836 va suprimir les ordes masculines i l'església es va convertir el 1837 en presó per a dones amb el sobrenom de La Casa Galera, amb el qual seria coneguda durant el segle xix. Al començament del segle xx part de l'església va ser retornada als monjos benedictins establint un priorat dependent de l'abadia de Santo Domingo de Silos i, després de la Guerra Civil, traslladada la presó de dones, els benedictins van recuperar el monestir complet, mantenint la dependència de Silos.
Antonio Palomino indica que en una de les capelles es guardava un Crist de fusta obra d'Alonso Cano, traslladat durant la invasió napoleònica a l'Acadèmia de Belles Arts de San Fernando, que el 1891 el va cedir als caputxins de Lekaroz, Navarra. També hi havia una bella pintura d'Antonio Arias Fernández, regalada per la «Duquesa de Monteleón», representant els fariseus en el moment de presentar el denari a Jesús. Aquest quadre es troba avui al Museu del Prado. Una altra imatge, molt venerada en aquesta casa, era la de Nostra Senyora del Major Dolor.
En l'actualitat no hi ha obres artístiques de mèrit, destacant únicament un gran quadre anònim del segle xviii de curiosa iconografia immaculista i la talla de la Verge titular, atribuïda a Manuel Pereira. Als peus es troba una còpia del Crist de Burgos, talla popular del segle xviii. La imatge té als seus peus uns ous d'estruç que, segons la tradició, va ser una ofrena d'un ric comerciant d'Amèrica. En la novel·la Miau de Benito Pérez Galdós es narra la por que fa sentir aquesta imatge amb la seva cabellera de cabell natural.
En el seu recinte va ser sepultat el literat i Comanador de Calatrava, Luis de Salazar y Castro, els manuscrits es conserven a l'arxiu del monestir.
Fa temps era costum fer un toc de campanes cada dia de l'any al vespre, per l'ànima de Felip IV, per ser aquesta l'hora en què se'ls va comunicar als benedictins la mort del fundador.
Coneguda com «los montserraticos», és una construcció que segons el professor Bonet no és arquitectura per ser descrita ni fotografiada, sinó per ser vista. Actualment el temple l'ocupen els benedictins burgalesos de Santo Domingo de Silos, tenint la condició de priorat.